# 紡錘毛螺
紡錘毛螺（学名：[Pisanianura breviaxe] 错误：{{Lang}}：文本有斜体标记（帮助））为 皮山螺科皮山螺屬下的一个种。